# Anders Osaengius
Anders Osaengius, född 1703 i Vendels socken, död 10 april 1772 i Össeby socken, var en svensk präst och kyrkoherde i Össeby församling.

## Biografi
Anders Osaengius föddes 1703 och var son till en bonde i Vendels socken. Han blev 1721 student och prästvigdes 1730. Osaengius blev 1731 komminister i Närtuna församling. År 1735 predikade han utan kappa och fick då en tillsägelse. Osaengius blev 1742 kyrkoherde i Össeby församling, Össeby pastorat. Han var ärftlig arvtagare till tjänsten i Annerstads församling, vilket sonen Anders Georg åtog sig 1767. Han blev 1771 kontraktsprost. Osaengius avled 10 april 1772 i Össby socken.

### Familj
Osaengius gifte sig med Margreta Boman. Hon var dotter till komministern i Närtuna socken. De fick tillsammans barnen klockaren Per Christian, Maria Catharina som gifte sig med skolmästaren Löhman, kyrkoherden Anders Georg, kommerserådet Johan Israel Osaengius, hovsekreteraren Joseph Cornelius, Anna Charlotta som gifte sig med kyrkoherden Jonas Ljungberg och Anna Margreta som gifte sig med en inspektor i Östergötland.